# Diego Coletti

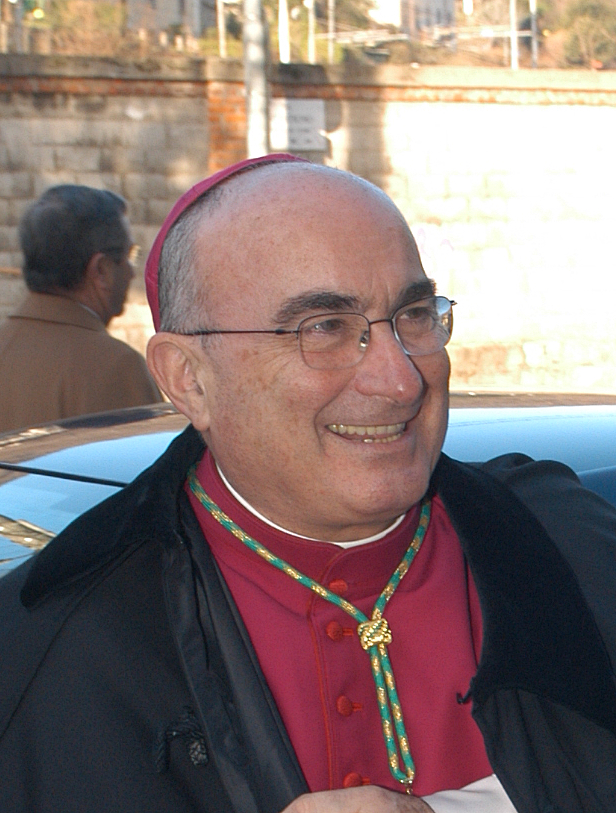
Bischof Diego Coletti (ca. 2007)

Bischofswappen

Diego Coletti (* 25. September 1941 in Mailand) ist ein italienischer Geistlicher und emeritierter römisch-katholischer Bischof von Como.

## Leben
Diego Coletti studierte ab 1960 im Priesterseminar und empfing am 26. Juni 1965 die Priesterweihe für das Erzbistum Mailand. Von 1965 bis 1968 studierte er an der Päpstlichen Universität Gregoriana. Nachdem er von 1968 bis 1983 als Lehrer an verschiedenen Priesterseminaren in der Kirchenprovinz Mailand tätig gewesen war, wurde er 1989 Rektor des lombardischen Seminars in Rom. 1991 ernannte ihn Papst Johannes Paul II. zum Konsultor der Kongregation für die Institute geweihten Lebens und für die Gesellschaften apostolischen Lebens.
Johannes Paul II. ernannte Coletti am 9. Dezember 2000 zum Bischof von Livorno. Der Erzbischof von Mailand, Carlo Maria Kardinal Martini SJ, spendete ihm am 13. Januar des nächsten Jahres die Bischofsweihe; Mitkonsekratoren waren Bernardo Citterio, Weihbischof in Mailand, und Alberto Ablondi, Altbischof von Livorno. Als Wahlspruch wählte er Consummati in unum. Im Dezember 2004 wurde Coletti zudem Konsultor der Kongregation für das katholische Bildungswesen und im Mai 2005 Präsident der Bischöflichen Kommission in derselben Kongregation.
Papst Benedikt XVI. ernannte ihn am 2. Dezember 2006 zum Bischof von Como und er wurde am 28. Januar des nächsten Jahres in das Amt eingeführt.
Papst Franziskus nahm am 4. Oktober 2016 seinen altersbedingten Rücktritt an.